# Майк Портной
Майк Портной (на английски: Michael Stephen Portnoy) е американски барабанист, известен предимно като бивш барабанист, беквокалист и съосновател на група „Дрийм Тиътър“. Носител е на 26 награди от списание „Модърн дръмър“ и е копродуцент на шест албума на групата. Също така пише и текстове на песни.
След като напуска „Дрийм Тиътър“ (Dream Theater), Майк Портной се присъединява към Adrenaline Mob. Той остава в тази група до юни 2013 г. Майк Портной поема барабаните и в прогресив рок групата Flying Colors.
Счита се за един от най-добрите съвременни барабанисти. Майк е учил барабани в музикален колеж „Бъркли“. Портной е вторият най-млад барабанист (след Нийл Пиърт от Rush), влязъл в „Залата на славата“ на списание „Модърн дръмър“ – на 37 години. Свири на барабани „Тама“. Живее в Пенсилвания, САЩ, с жена си Марлийн, дъщеря си Мелъди Рутандрея и сина си Макс Джон.